# Barh El Gazel
Barh El Gazel er en af de 23 regioner i Tchad med administration i byen Moussoro. Indtil til 19. februar 2008 var Barh El Gazel en inddeling i regionen Kanem.  

## Geografi
Provinsen grænser op til regionerne Borkou mod nord, Batha mod øst, Hadjer-Lamis mod syd og Kanem mod vest. Provinsen består overvejende af græsland, der går over i Saharaørkenen mod nord.

### Bosættelser
Moussoro er provinshovedstaden; andre større bosættelser omfatter Chadra, Dourgoulanga, Michemiré, Toumia, Mandjoura, Islet og Salal.